# Episodi di The Naked Brothers Band (seconda stagione)
La seconda stagione della serie televisiva The Naked Brothers Band (episodi dal 14º al 28º) è andata in onda sul canale
statunitense Nickelodeon dal 21 gennaio al 6 giugno 2008.
In Italia è trasmessa in chiaro dal 2009 da Rai2 e Rai Gulp.
| nº | Titolo originale                | Titolo italiano                     | Prima TV USA     | Prima TV Italia |
| -- | ------------------------------- | ----------------------------------- | ---------------- | --------------- |
| 14 | Sidekicks (part 1)              | Supereroi ed assistenti             | 21 gennaio 2008  | 2009            |
| 15 | Sidekicks (part 2)              | Supereroi ed assistenti             | 21 gennaio 2008  | 2009            |
| 16 | Great Trip                      | Il paradiso dei ragazzi             | 2 febbraio 2008  | 2009            |
| 17 | Three is Enough                 | Tre è il numero perfetto            | 9 febbraio 2008  | 2009            |
| 18 | The Talk Show                   | Il Talk Show                        | 16 febbraio 2008 | 2009            |
| 19 | The Bar Mitzvah                 | Lo scambio                          | 23 febbraio 2008 | 2009            |
| 20 | Uncle Miles                     | Lo zio Miles                        | 8 marzo 2008     | 2009            |
| 21 | Concert Special #2              | Concert Special #2                  | 5 aprile 2008    | Inedito         |
| 22 | Everybody's Cried at Least Once | Tutti hanno pianto almeno una volta | 12 aprile 2008   | 2009            |
| 23 | Cleveland                       | Cleveland                           | 19 aprile 2008   | 2009            |
| 24 | The County Fair                 | La fiera della contea               | 26 aprile 2008   | 2009            |
| 25 | County Fair Concert Special     | County Fair Concert Special         | 24 maggio 2008   | Inedito         |
| 26 | Polar Bears (part 1)            | Orsi polari                         | 6 giugno 2008    | 2009            |
| 27 | Polar Bears (part 2)            | Orsi polari                         | 6 giugno 2008    | 2009            |
| 28 | Polar Bears (part 3)            | Orsi polari                         | 6 giugno 2008    | 2009            |

## Supereroi ed assistenti
- Titolo originale: Sidekicks
- Diretto da: Polly Draper
- Scritto da: Polly Draper

### Trama
I componenti della band (ad esclusione di Rosalina) devono partecipare alla festa in maschera (dal tema "I supereroi")
nella loro scuola media dove la The Naked Brothers Band deve suonare le sue canzoni. Lo stesso giorno, nella scuola superiore di Rosalina (la "Amigos High School") si tiene un ballo. Rosalina riceve l'invito al ballo da Wade, il ragazzo più popolare della scuola, e di contro Patrice, la ragazza più popolare della scuola, invita Nat. Al ballo Wade e Patrice lasciano i loro accompagnatori; allora Nat e Rosalina, dopo un ballo, vestono i loro costumi e suonano alla festa della scuola media.
- Altri interpreti: Sarah Livingston (Patrice Johnston), Mark Richard Keith (Wade)
- Musica: Mystery Girl - Nat Wolff, I Don't Want To Go to School - Nat Wolff

## Il paradiso dei ragazzi
- Titolo originale: Great Trip
- Diretto da: Polly Draper
- Scritto da: Polly Draper

### Trama
Nat, Alex e Jesse tentano di vincere un viaggio-premio al parco acquatico "Il paradiso dei ragazzi", cercando quella vincente tra le scatole di cibo per cani. David riesce a vincere il premio, e decide di farsi accompagnare da Nat. Nat lascia la band nelle mani di Alex che inizia a tiranneggiare gli altri componenti della band, fino al ritorno di Nat e David.
- Musica: Motormouth - Nat Wolff, Great Trip - Nat Wolff

## Tre è il numero perfetto
- Titolo originale: Three is Enough
- Diretto da: Jonathan Judge
- Scritto da: Polly Draper

### Trama
Cooper, per uscire con Patty Scoggins, vuole organizzare un'uscita a quattro con Nat e Rosalina. Nat non vorrebbe accettare, ma casualmente Rosalina viene a sapere della cosa e dà il suo OK, proponendo di andare a vedere un film dell'orrore
affinché i ragazzi possano mostrarsi coraggiosi e far coraggio alle ragazze. Al cinema si ritrovano anche Alex con Juanita, Jesse con il suo vicino di casa, il padre di Nat e Alex con Betty; inoltre ci sono anche David, Thomas e Qaasim, nonché i tre ragazzi della band "Gli adorabili fratelli Timmerman".
- Guest stars: Jules Feiffer (sé stesso)
- Musica: Three is Enough - Nat Wolff, Tall Girls, Short Girls... You - Nat Wolff

## Il Talk Show
- Titolo originale: The Talk Show
- Diretto da: Jonathan Judge
- Scritto da: Magda Liolis

### Trama
Nat è irritato perché il critico Sam Lee ha dato giudizi negativi sulla sua canzone "Banana Smoothie". In seguito, Nat e Alex vengono a sapere che dovranno partecipare al programma televisivo "Kids Choice Awards" ed intervistare Joel Madden. Durante le prove del programma, Alex scopre che Joel chiede un appuntamento a Jesse, e per gelosia non vuole più partecipare all'intervista. Nat invece viene a sapere che deve intervistare anche Sam Lee, e scopre che si tratta di una bambina. Il programma si rivela alquanto movimentato: Alex cerca di tenere Joel lontano da Jesse; il padre di Nat e Alex, insieme con Betty, si travestono per tentare di intervistare Joel; Nat cerca di addolcire le critiche di Sam Lee, e decide di aiutarla a scrivere una canzone ("Proof Of My Love") che alla fine suoneranno insieme The Naked Brothers Band, Sam Lee e Joel Madden.
- Guest stars: Joel Madden (sé stesso)
- Altri interpreti: Emma Quong (Sam Lee)
- Musica: Proof Of My Love - Nat Wolff, Banana Smoothie - Nat Wolff

## Lo scambio
- Titolo originale: The Bar Mitzvah
- Diretto da: Melanie Mayron
- Scritto da: Michael Rubiner e Bob Mittenthal

### Trama
Cooper sta organizzando la festa del suo Bar Mitzvah. Alex conosce Mitchie Brusco, un ragazzo campione di skateboard che gli assomiglia moltissimo (a parte la posizione di un neo sul viso: Alex a sinistra, Mitchie a destra). Alex e Mitchie decidono di scambiarsi tra loro: mentre Alex va ad una gara di skateboard ed incontra il campione Tony Hawk, Mitchie partecipa al Bar Mitzvah di Cooper. La festa si rivela un disastro, anche perché viene mostrato un filmato dove Nat, sotto gli effetti dell'anestesia per un intervento ad un dente, rivela tutti i segreti di Cooper. Nat decide allora di far suonare la The Naked Brothers Band, ma scopre dello scambio tra Alex e Mitchie. Per ripianare la situazione (Alex non è in grado di ben figurare alla gara di skateboard e Mitchie non sa suonare la batteria), Alex e Mitchie simulano di farsi male e al pronto soccorso riprendono ciascuno il proprio ruolo.
- Guest stars: Tony Hawk (sé stesso)
- Musica: If You Can Make It Through The Rain - Alex Wolff

## Lo zio Miles
- Titolo originale: Uncle Miles
- Diretto da: Melanie Mayron
- Scritto da: Magda Liolis

### Trama
Miles Wolff, il fratello gemello del padre di Nat e Alex, viene a far loro visita. Nat e Alex pensano che lo zio Miles sia migliore di loro padre, e la disquisizione porta ad una "Battaglia dei fratelli" tra i componenti della band, con Cooper e Rosalina come giudici. Quando Betty lascia il padre di Nat e Alex per mettersi con Miles, Nat ed Alex capiscono che non ha senso la rivalità tra fratelli e insieme cercano di consolare loro padre.
- Musica: Changing - Alex Wolff

## Concert Special #2
- Titolo originale: Concert Special #2
- Diretto da: Jonathan Judge
- Scritto da: N/A

### Trama
La band tiene un concerto.
- Musica: Body I Occupy - Nat Wolff, Three Is Enough - Nat Wolff, Mystery Girl - Nat Wolff, Your Smile - Nat Wolff, Drum Solo - Alex Wolff, Eventually - Nat Wolff, I Don't Want To Go To School - Nat Wolff, I'm Out - Nat Wolff

## Tutti hanno pianto almeno una volta
- Titolo originale: Everybody's Cried at Least Once
- Diretto da: Melanie Mayron
- Scritto da: Magda Liolis

### Trama
La band si prepara a partire per un tour estivo (il The Naked Brothers Band Summer Tour 2007, con concerti nelle città di New York, Los Angeles, Cleveland, Minneapolis, New Orleans, Chicago, Springfield, Madison, Houston, Phoenix, Philadelphia), con ciascun componente triste per doversi allontanare dalla famiglia e dagli affetti. David riesce a portare con sé il proprio cane E.T. Il padre di Nat e Alex incontra il comico televisivo George Lopez con il quale decide di andare ad un campo per suonatori di fisarmonica. Inoltre Rosalina riesce a salutare suo padre.
- Guest stars: George Lopez (sé stesso)
- Musica: Everybody's Cried At Least Once - Nat Wolff, Long Distance - Nat Wolff, Beautiful Eyes - Nat Wolff, Crazy Car - Nat Wolff

## Cleveland
- Titolo originale: Cleveland
- Diretto da: Melanie Mayron
- Scritto da: Polly Draper

### Trama
La band continua il suo tour nel Midwest. Thomas e Rosalina sono gelosi di Nat perché ottiene l'attenzione di tutte le ragazze fan della The Naked Brothers Band: Thomas perché vorrebbe anch'egli attenzione dalle fan, Rosalina perché teme la concorrenza delle altre ragazze nei confronti di Nat.
Ma a Cleveland tutte le ragazze sono pazze per Thomas: ciò perché durante un'intervista una frase di Thomas viene malintesa, e l'intervistatrice capisce che Thomas ha una preferenza per le ragazze di Cleveland, mentre Thomas aveva sostenuto di preferire le ragazze di Venere
- Musica: Body I Occupy - Nat Wolff

## La fiera della contea
- Titolo originale: The County Fair
- Diretto da: Jonathan Judge
- Scritto da: Michael Rubiner e Bob Mittenthal

### Trama
La band ha una giornata libera durante il tour, e pertanto si ferma ad una sagra popolare. I componenti della band si travestono da conigli per non farsi riconoscere dai fan, ma tale travestimento non funziona. Allora trovano altri travestimenti, ma le misure dei costumi sono tali per cui i ragazzi devono vestirsi da ragazze e Rosalina da ragazzo.
Nat e Rosalina partecipano ad una gara di rodeo su toro meccanico: Nat viene corteggiato dai ragazzi presenti mentre Rosalina viene presa in giro per la sua poca maschilinità. Alex partecipa ad una gara di bellezza. Qaasim, David e Thomas partecipano ad una gara per acciuffare un maiale. Alla fine la band tiene un concerto.
- Musica: Tall Girls, Short Girls... You - Nat Wolff

## County Fair Concert Special
- Titolo originale: County Fair Concert Special
- Diretto da: Jonathan Judge
- Scritto da: N/A

### Trama
La band tiene un concerto al "Rye Playland" di New York (dove era allestito il set dell'episodio "The country fair").
- Musica: Motormouth - Nat Wolff, Taxi Cab - Nat Wolff, Great Trip - Nat Wolff, Crazy Car - Nat Wolff, Banana Smoothie - Nat Wolff, I'll Do Anything - Nat Wolff, Tall Girls, Short Girls... You - Nat Wolff, Run - Nat Wolff

## Orsi polari
- Titolo originale: Polar Bears
- Diretto da: Polly Draper
- Scritto da: Polly Draper

### Trama
La band raggiunge New Orleans, prossima tappa del tour estivo. La città mostra ancora i segni della devastazione per il passaggio dell'uragano Katrina. Lì Nat e Alex incontrano Onita, una vecchia amica della loro madre, e le loro figlie: Grace e Dolcella (detta Ella). Alex, dopo aver visto il film con Al Gore "Una scomoda verità", diventa ossessivamente attento alla salvaguardia dell'ambiente, ponendosi come obiettivo di salvare gli orsi polari dal riscaldamento globale. L'affetto tra Nat e Grace causa la gelosia di Rosalina e di Qaasim, e per una serie di malintesi Nat e Grace crederanno che Rosalina e Qaasim sono insieme, e questi che Nat e Grace sono una coppia. Alla conferenza stampa per il concerto, un altro malinteso darà adito ai giornalisti di sostenere che la band si crede "più grande di Babbo Natale", facendo cancellare il concerto. Quando Nat viene a sapere dei malintesi che si sono creati circa il fatto che lui e Grace potessero essere una coppia, rivela di amare Rosalina, non sapendo che lei si trova nella stanza e sente la sua dichiarazione. Nat e Rosalina si danno così un bacio. Alla fine la band partecipa ad una cena di stato dove raccolgono soldi per beneficenza per aiutare gli abitanti di New Orleans e la salvaguardia dell'ambiente.
- Guest stars: George Lopez (sé stesso), Phil Collins (sé stesso)
- Altri interpreti: Donna Lynn Leavy (Onita), Grace Cartwright (Grace, "Little Grace" nella versione originale), Saorise Scott (Dolcella, "Big Ella" nella versione originale)
- Musica: I'll Do Anything - Nat Wolff, I've Got A Question - Nat Wolff, Flying Away - Nat Wolff, Why - Alex Wolff, Eventually - Nat Wolff